# Malá Lípa
Malá Lípa (dříve Hamerní Dvorec nebo Dvorek, do roku 1885 Sračkov, německy Hammerhöfel nebo Neuhof) je osada na západním okraji území obce Lípa v okrese Havlíčkův Brod v kraji Vysočina. Nachází se na hranici s Květinovem, asi 8 km jihozápadně od Havlíčkova Brodu.
Malou Lípou prochází silnice III/34810. Územím protéká Úsobský potok, který tvoří administrativní i přirozenou hranici mezi Malou Lípou a intravilánemn Květinova. Za malým rybníkem se nachází kaplička. Je zde registrováno pět čísel popisných: 30, 31, 36, 37 a 261.